# National Highway 19
National Highway 19 (NH 19) ist eine Hauptfernstraße im Nordosten des Staates Indien mit einer Länge von 240 Kilometern. Sie beginnt in Ghazipur im Bundesstaat Uttar Pradesh am NH 29 und führt nach 120 km durch diesen Bundesstaat weitere 120 km durch den benachbarten Bundesstaat Bihar, wo sie in dessen Hauptstadt Patna am NH 30 endet.